# Massimo Spinosa
Massimo Spinosa (Milano, 23 maggio 1954) è un bassista e arrangiatore italiano, autore di numerosi jingle pubblicitari in collaborazione con lo studio di produzione musicale pubblicitario Circle di Milano.
Si è diplomato al DAMS (Discipline delle Arti, della Musica e dello Spettacolo) a Bologna.
Quindi nel 1979 inizia la sua carriera da strumentista collaborando, come bassista sia in tournée che in LP, con Roberto Vecchioni, Edoardo Bennato, Fabrizio De André, Ornella Vanoni, Francesco De Gregori, Mina, Franz Di Cioccio.
Alla fine degli anni '80 abbandona le tournée e si dedica alle colonne sonore per pubblicità, per video games, per la TV, per il cinema ("Il siero della vanità" di Alex Infascelli e "The Heart is Deceitful Above All Things" di Asia Argento), o come editing engineer ("Anime Salve" di Fabrizio De André  e "The Heart of Things" di John McLaughlin) .
Infine ha insegnato, perlopiù tecnologia musicale, in diverse scuole, tra le quali il Centro Professione Musica di Milano, il Centro Sperimentale di Cinematografia di Milano e la Nuova Accademia di Belle Arti di Milano.
Come produttore ha realizzato l'album Il carmelo di Echt di Juri Camisasca.
È proprietario dello Studio di Produzione Musicale Massimo Spinosa in Milano.

## Attività come turnista
- Roberto Vecchioni - Hollywood Hollywood [6]
- Roberto Vecchioni - Il Grande Sogno [7]
- Roberto Vecchioni - Voci a San Siro
- Fabrizio De André - Crêuza de mä [1]
- Ornella Vanoni - Quante storie
- Francesco De Gregori - Niente da capire (Live) [8]
- Francesco De Gregori - Catcher in the Sky (Live) [9]
- Francesco De Gregori - Musica leggera (Live) [10]
- Mina - Ridi pagliaccio [11]
- Loredana Bertè - Bandabertè